# Nemausa cornuta
Nemausa cornuta is een krabbensoort uit de familie van de Mithracidae. De wetenschappelijke naam van de soort is voor het eerst geldig gepubliceerd in 1857 door Saussure.